# Alfred Des Cloizeaux

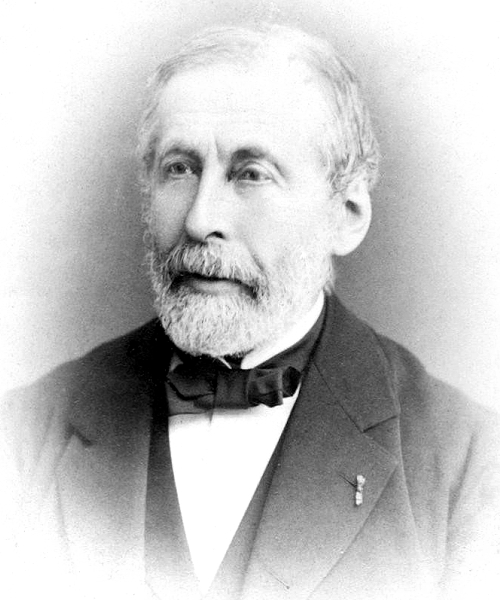
Alfred des Cloizeaux

Alfred Louis Olivier Legrand Des Cloizeaux (* 17. Oktober 1817 in Beauvais; † 6. Mai 1897 in Paris) war ein französischer Mineraloge.
Des Cloizeaux wurde in Beauvais im französischen Département Oise geboren und studierte am Collège de France in Paris bei Jean-Baptiste Biot. Später wurde er Professor für Mineralogie an der École Normale Supérieure und danach am Museum für Naturgeschichte in Paris. Er befasste sich mit den isländischen Geysiren und publizierte über die Klassifikation von Eruptivgesteinen. Sein Forschungsschwerpunkt lag jedoch auf der Kristallsystematik (u. a. derjenigen von Feldspat) und den optischen Eigenschaften von Mineralien (insbesondere im polarisierten Licht).
Seit 1861 war er korrespondierendes Mitglied der Bayerischen Akademie der Wissenschaften. 1868 wurde er zum korrespondierenden Mitglied der Göttinger Akademie der Wissenschaften gewählt. 1869 wurde Des Cloizeaux Mitglied der Académie des Sciences, und 1889 deren Präsident. 1870 erhielt er die Rumford-Medaille der Royal Society, in die er 1875 als „Foreign Member“ gewählt wurde. Ab 1871 war er korrespondierendes Mitglied der Russischen Akademie der Wissenschaften in Sankt Petersburg, ab 1878 gewähltes Mitglied der American Philosophical Society und ab 1879 auswärtiges Mitglied der Königlich Dänischen Akademie der Wissenschaften. Die American Academy of Arts and Sciences in Cambridge, Massachusetts, wählte ihn 1880 und die Académie royale des Sciences, des Lettres et des Beaux-Arts de Belgique 1896 zu ihrem Mitglied. 1886 wurde ihm die Wollaston-Medaille der Geological Society of London verliehen.
Cloizeaux gilt zusammen mit Augustin Alexis Damour als Erstbeschreiber des Minerals Chalkomenit.
Ihm zu Ehren erhielt das Mineral Descloizit seinen Namen.